# Los Verdes de Andalucía
Los Verdes de Andalucía es una organización política ecologista que representó a la Confederación de los Verdes y a Equo en la comunidad autónoma de Andalucía, y que desde 2014 forma parte de la Federación de Los Verdes. Se muestra partidaria de la intervención política permanente, basada en los principios de federalismo y autogestión, con el fin de plantear un proyecto de sociedad basado en la filosofía ecologista, pacifista, igualitaria, libertaria y alternativa, reivindicando la defensa de los derechos humanos y del resto de los seres vivos.
El 4 de junio de 2011, víspera del Día Mundial del Medio Ambiente, tuvo lugar un encuentro organizado por Equo en el que participaron Los Verdes de Andalucía junto a otras más de 30 organizaciones políticas verdes y progresistas de todo el país con el objetivo de confluir para la puesta en marcha de un proyecto político estatal que concurriera a las siguientes elecciones generales.
En septiembre de 2014, en un nuevo encuentro en Sevilla, se constituyó por antiguos miembros de Los Verdes de Andalucía, la denominada "Corriente Verde Andaluza", que después de un breve tránsito por Izquierda unida, retornó a la Federación de Los Verdes, representando actualmente su federación andaluza. 